# Mulhouse Alsace Agglomération
Mulhouse Alsace Agglomération (M2A) est une communauté d'agglomération de la Collectivité européenne d'Alsace. Elle compte 272 950 habitants depuis le 1er janvier 2018 et est la deuxième intercommunalité la plus peuplée d'Alsace et la troisième du Grand Est. 
Elle est légalement contrainte de mettre en place une zone à faibles émissions (ZFE) avant le 31 décembre 2024. Cette mise en place concerne de manière obligatoire le territoire de 20 communes de l'agglomération. M2A demeure encore actuellement organisée sous le statut de communauté d'agglomération bien qu'elle remplisse l'ensemble des critères lui permettant d'accéder au statut de communauté urbaine ou de métropole. Elle fait partie du pôle métropolitain d'Alsace qui fédère les grandes intercommunalités alsaciennes. Son président actuel est Fabian Jordan.
Le centre de l'agglomération, type ville frontière, est à 13 kilomètres de l'Allemagne et à 24 kilomètres de la Suisse. Ce territoire géographique est compris entre 200 mètres d'altitude, sur les berges du Rhin, et 403 mètres d'altitude sur les dernières collines du Jura dans le Sundgau. La commune la plus éloignée du centre-ville, Chalampé, est à moins de vingt kilomètres, distance de limite qui n'est plus que d'environ cinq kilomètres vers le sud-ouest.

## Historique

### Prémices

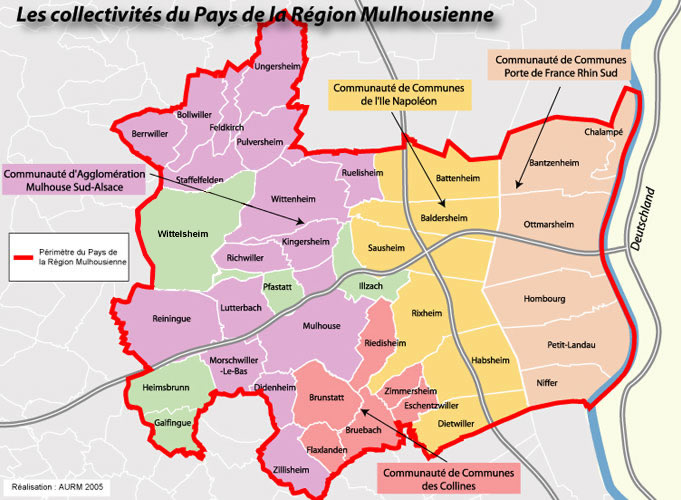
Le découpage intercommunal de la région mulhousienne en 2008.

En 1982, le Syndicat intercommunal des transports de l'agglomération mulhousienne (SITRAM) est créé en tant qu'autorité organisatrice des transports en commun de l'agglomération mulhousienne.
La région mulhousienne était morcelée entre plusieurs structures intercommunales créées tardivement, l'absence d'unité à ce sujet était source de tensions politiques :
- la Communauté d'agglomération Mulhouse Sud-Alsace ou CAMSA (créée en 1997 comme communauté de communes puis devenue communauté d'agglomération en 2001) ;
- la communauté de communes du Bassin Potassique ou CCBP (créée en 1995 et dissoute en 2004, absorbée en majorité par la CAMSA) ;
- la communauté de communes de l'Île Napoléon ou CCIN (créée en 1999) ;
- la communauté de communes des Collines ou COCOCO (créée en 1998) ;
- la communauté de communes Porte de France Rhin Sud ou CCPFRS (créée en 2002) ;
- les communes isolées d'Illzach, Galfingue, Pfastatt, Heimsbrunn et Wittelsheim (à la suite de la dissolution de la CC du Bassin potassique).

### Création

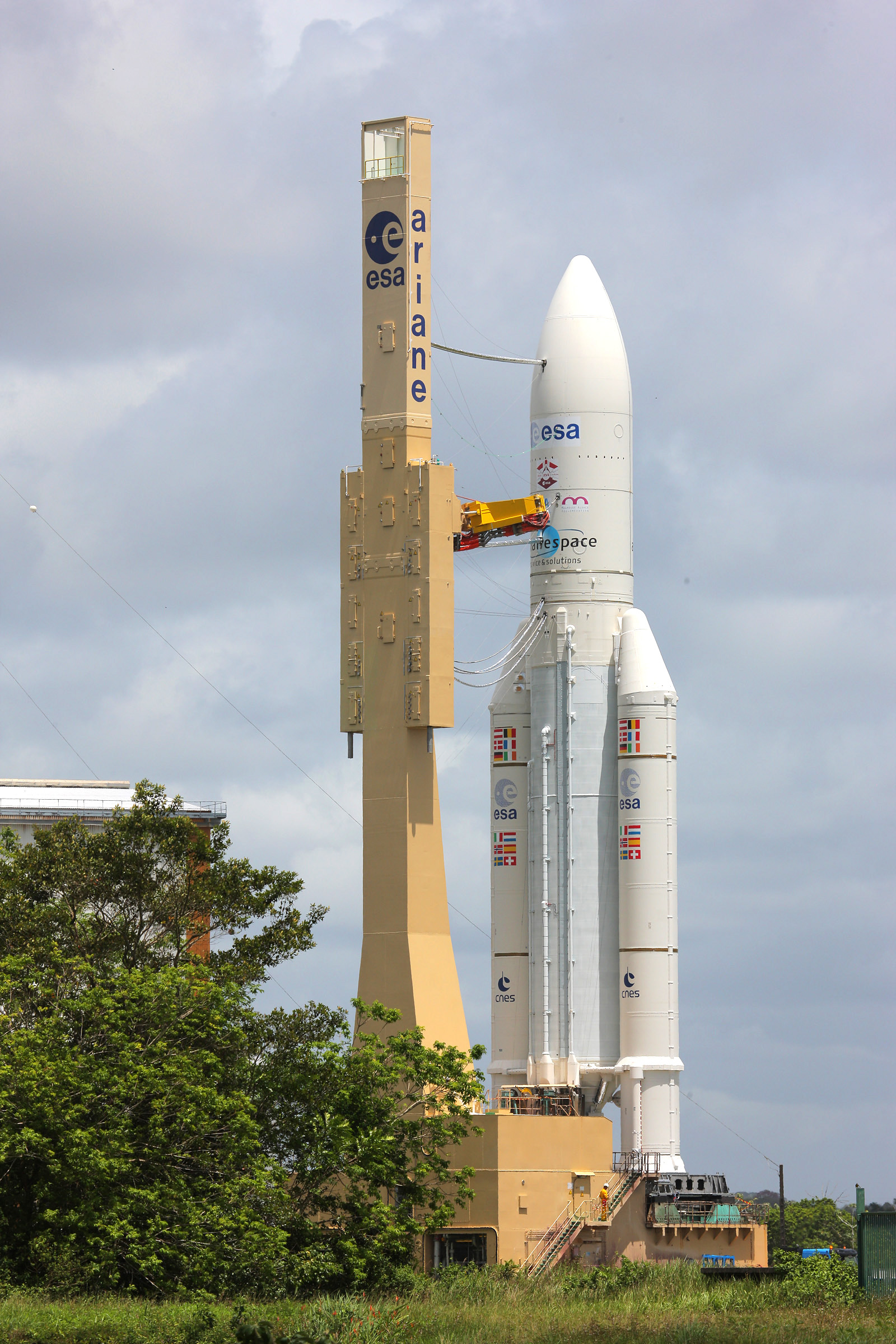
La fusée Ariane 5 « Albert Einstein » arborant le logo de la M2A en juin 2013. Dans la nuit du 5 au 6 juin 2013, la fusée Ariane 5 est lancée avec succès.

Elle a été créée officiellement par arrêté préfectoral du 16 décembre 2009, par fusion des trois anciennes intercommunalités et rattachement de quatre communes qui n'appartenaient à aucune intercommunalité jusqu'à présent.
Les 32 communes totalisant un peu plus de 262 000 habitants (sur les 262 000 de toute la région de Mulhouse) intègrent cette communauté d'agglomération : les seize communes de l'ancienne communauté d'agglomération Mulhouse Sud-Alsace, les six communes de l'ancienne communauté de communes de l'Île Napoléon (devenu depuis le 1er janvier 2010 Syndicat de communes de l'Ile Napoléon ou SCIN), les six communes de l'ancienne communauté de communes des Collines et les communes d’Illzach, Pfastatt, Galfingue et Heimsbrunn. Le SITRAM est également dissout, la nouvelle structure reprenant la compétence transport.
La communauté de communes Porte de France Rhin Sud et la commune de Wittelsheim sont les seules collectivités de la Région mulhousienne qui ne faisaient pas partie de la communauté d’agglomération de la Région Mulhouse Alsace en 2010.
La non-intégration de la communauté de communes Porte de France Rhin Sud n'a pas fait l'unanimité en son sein, les communes de Chalampé et de Petit-Landau y étaient favorables.

### Élargissement
La commune de Wittelsheim avait, en 2004, choisi de ne pas rejoindre la communauté d'agglomération Mulhouse Sud-Alsace lors de la dissolution de la communauté de communes du Bassin Potassique, elle n'a pas souhaité non plus se rattacher à Mulhouse Alsace Agglomération en 2010. C'est l'unique ville de la banlieue de Mulhouse à être dans ce cas. Mais par décision du préfet du Haut-Rhin fin 2011, la commune se voit finalement malgré tout obligée d'intégrer l'intercommunalité en 2012,. La décision est contestée par la municipalité qui dépose en 2012 un recours devant le tribunal administratif de Strasbourg. Finalement, un arrêté préfectoral du 23 mai 2013 officialise le rattachement de Wittelsheim à la M2A, et après les derniers recours rejetés par le tribunal administratif de Strasbourg en décembre 2013, la commune intègre officiellement l'intercommunalité à partir du 1er janvier 2014.
Steinbrunn-le-Bas, quant à elle, a intégré Mulhouse Alsace Agglomération le 1er janvier 2013.
À la suite de l'application de la loi NOTRe, les communes de la communauté de communes Porte de France Rhin Sud rejoignent M2A au 1er janvier 2017. Ces communes sont Bantzenheim, Chalampé, Hombourg, Niffer, Ottmarsheim et Petit-Landau,. Cette extension provoque la dissolution du Pays de la région mulhousienne, qui voit ses prérogatives reprises par l'agglomération qui recouvre désormais le même territoire.

#### Établissements publics de coopération intercommunale limitrophes

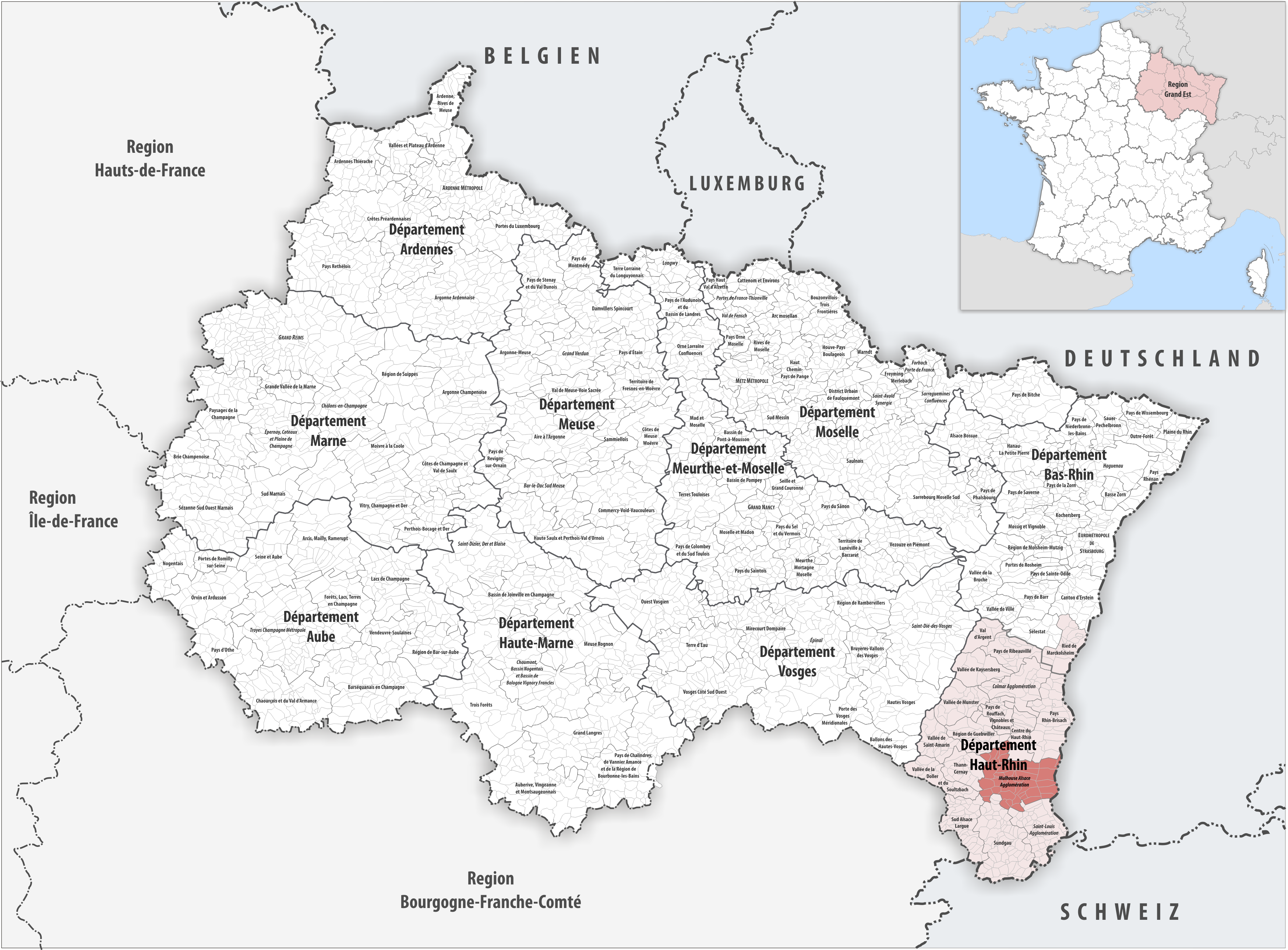
Mulhouse Alsace Agglomération au sein du Grand Est.

## Territoire communautaire

### Composition
La communauté d'agglomération est composée des 39 communes suivantes :

| Nom                 | Code Insee | Gentilé           | Superficie (km2) | Population (dernière pop. légale) | Densité (hab./km2) |
| ------------------- | ---------- | ----------------- | ---------------- | --------------------------------- | ------------------ |
| Mulhouse (siège)    | 68224      | Mulhousiens       | 22,18            | 104 924 (2022)                    | 4 731              |
| Baldersheim         | 68015      | Baldersheimois    | 12,76            | 2 577 (2022)                      | 202                |
| Bantzenheim         | 68020      | Bantzenheimois    | 21,22            | 1 624 (2022)                      | 77                 |
| Battenheim          | 68022      | Battenheimois     | 16,88            | 1 552 (2022)                      | 92                 |
| Berrwiller          | 68032      | Berrwillerois     | 7,66             | 1 275 (2022)                      | 166                |
| Bollwiller          | 68043      | Bollwillerois     | 8,63             | 4 104 (2022)                      | 476                |
| Bruebach            | 68055      | Bruebachois       | 7,01             | 1 050 (2022)                      | 150                |
| Brunstatt-Didenheim | 68056      |                   | 14,1             | 8 176 (2022)                      | 580                |
| Chalampé            | 68064      | Chalampéens       | 4,77             | 996 (2022)                        | 209                |
| Dietwiller          | 68072      | Dietwillerois     | 11,06            | 1 399 (2022)                      | 126                |
| Eschentzwiller      | 68084      | Eschentzwillerois | 3,19             | 1 510 (2022)                      | 473                |
| Feldkirch           | 68088      | Feldkirchois      | 4,21             | 1 002 (2022)                      | 238                |
| Flaxlanden          | 68093      | Flaxlandiens      | 4,33             | 1 368 (2022)                      | 316                |
| Galfingue           | 68101      | Galfinguois       | 5,36             | 806 (2022)                        | 150                |
| Habsheim            | 68118      | Habsheimois       | 15,63            | 5 061 (2022)                      | 324                |
| Heimsbrunn          | 68129      | Heimsbrunnois     | 10,59            | 1 325 (2022)                      | 125                |
| Hombourg            | 68144      | Hombourgeois      | 15,32            | 1 364 (2022)                      | 89                 |
| Illzach             | 68154      | Illzachois        | 7,5              | 15 115 (2022)                     | 2 015              |
| Kingersheim         | 68166      | Kingersheimois    | 6,69             | 13 265 (2022)                     | 1 983              |
| Lutterbach          | 68195      | Lutterbachois     | 8,56             | 6 755 (2022)                      | 789                |
| Morschwiller-le-Bas | 68218      | Morschwillerois   | 7,55             | 3 666 (2022)                      | 486                |
| Niffer              | 68238      |                   | 8,72             | 977 (2022)                        | 112                |
| Ottmarsheim         | 68253      | Ottmarsheimois    | 25,67            | 2 025 (2022)                      | 79                 |
| Petit-Landau        | 68254      |                   | 17,51            | 820 (2022)                        | 47                 |
| Pfastatt            | 68256      | Pfastattois       | 5,24             | 10 275 (2022)                     | 1 961              |
| Pulversheim         | 68258      | Pulversheimois    | 8,54             | 3 075 (2022)                      | 360                |
| Reiningue           | 68267      | Reininguois       | 18,54            | 1 923 (2022)                      | 104                |
| Richwiller          | 68270      | Richwillerois     | 5,55             | 3 786 (2022)                      | 682                |
| Riedisheim          | 68271      | Riedisheimois     | 6,96             | 12 154 (2022)                     | 1 746              |
| Rixheim             | 68278      | Rixheimois        | 19,53            | 14 125 (2022)                     | 723                |
| Ruelisheim          | 68289      | Ruelisheimois     | 7,27             | 2 486 (2022)                      | 342                |
| Sausheim            | 68300      | Sausheimois       | 16,91            | 5 597 (2022)                      | 331                |
| Staffelfelden       | 68321      | Staffelfeldenois  | 7,42             | 4 070 (2022)                      | 549                |
| Steinbrunn-le-Bas   | 68323      | Steinbrunnois     | 8,58             | 850 (2022)                        | 99                 |
| Ungersheim          | 68343      | Ungersheimois     | 13,51            | 2 440 (2022)                      | 181                |
| Wittelsheim         | 68375      | Wittelsheimois    | 23,63            | 10 364 (2022)                     | 439                |
| Wittenheim          | 68376      | Wittenheimois     | 19,01            | 15 491 (2022)                     | 815                |
| Zillisheim          | 68384      | Zillisheimois     | 8,22             | 2 509 (2022)                      | 305                |
| Zimmersheim         | 68386      | Zimmersheimois    | 3,15             | 1 069 (2022)                      | 339                |

### Démographie
| 1968    | 1975    | 1982    | 1990    | 1999    | 2010    | 2015    | 2022    |
| ------- | ------- | ------- | ------- | ------- | ------- | ------- | ------- |
| 220 406 | 243 743 | 248 488 | 253 338 | 261 570 | 268 619 | 272 985 | 272 950 |

## Administration

### Siège
Le siège de la communauté d'agglomération était situé à Mulhouse jusqu'en 2024 avant d'être transféré à Sausheim, à la Maison du Territoire (qui appartenait anciennement à la Banque populaire). Le fait que le siège de l'intercommunalité soit situé hors de la ville principale de l'agglomération est un cas peu courant en France.

### Les élus
Le conseil communautaire de la communauté d'agglomération se compose de 104 conseillers, représentant chacune des communes membres et élus pour une durée de six ans.
Ils sont répartis comme suit :
| Nombre de conseillers | Communes                                  |
| --------------------- | ----------------------------------------- |
| 41                    | Mulhouse                                  |
| 5                     | Illzach, Rixheim, Wittenheim              |
| 4                     | Kingersheim, Riedisheim                   |
| 3                     | Pfastatt, Wittelsheim                     |
| 2                     | Brunstatt-Didenheim, Lutterbach, Sausheim |
| 1 (+1 suppléant)      | les 28 autres communes                    |

### Présidence
Lors du conseil communautaire du 11 juillet 2020, Fabian Jordan, maire de Berrwiller, a été réélu président de la communauté d'agglomération, ainsi que 15 vice-présidents et 41 conseillers délégués.
|    | Nom | Nom               | Parti | Début            | Fin            | Fonctions                        |
| -- | --- | ----------------- | ----- | ---------------- | -------------- | -------------------------------- |
| 01 |     | Jean-Marie Bockel | UDI   | 16 décembre 2009 | 9 janvier 2017 | conseiller municipal de Mulhouse |
| 02 |     | Fabian Jordan     | SE    | 9 janvier 2017   | En fonction    | Maire de Berrwiller              |

### Compétences

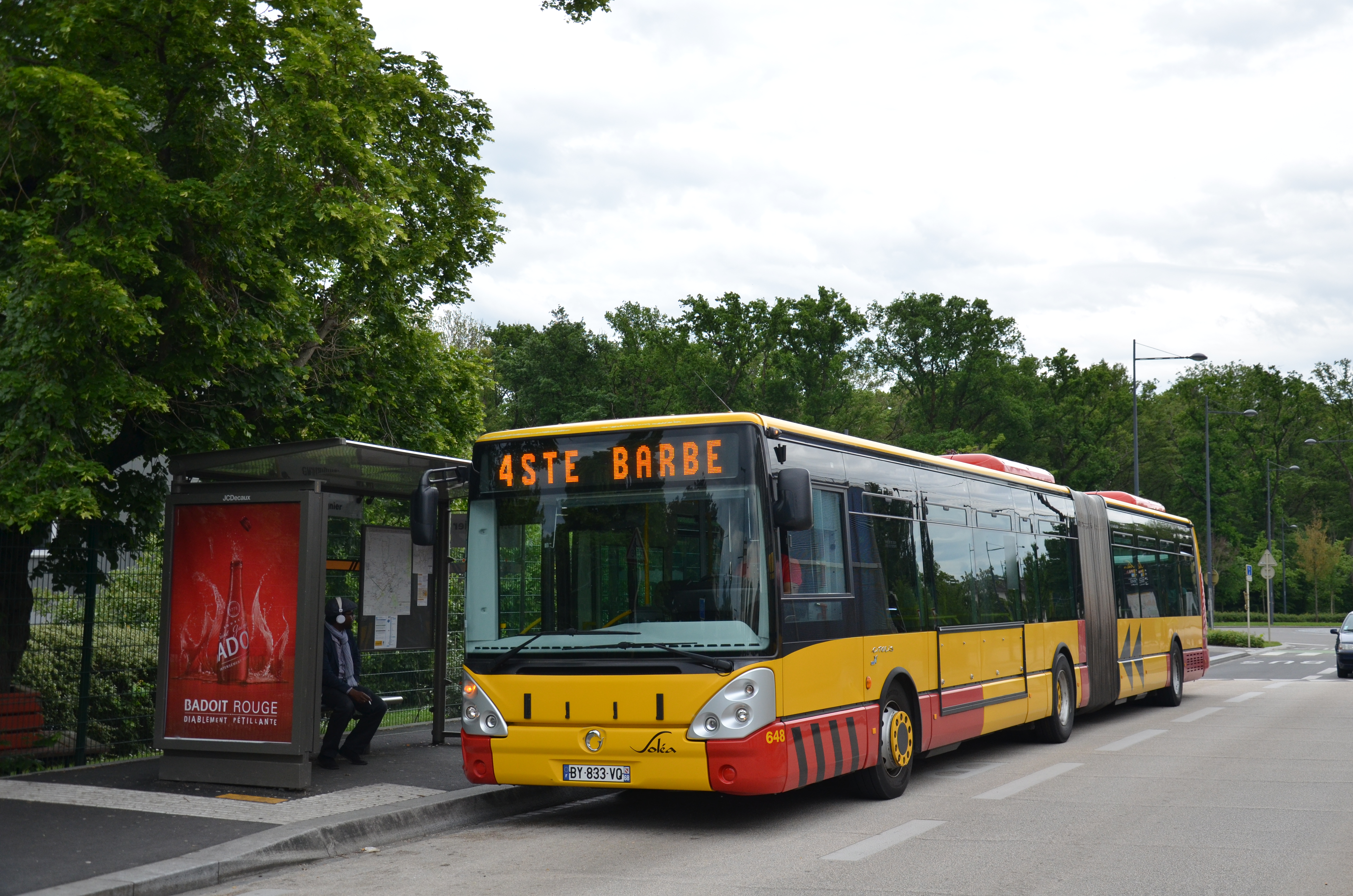
Mulhouse Alsace Agglomération a l'obligation d'organiser les transports urbains de Mulhouse.

#### Compétences obligatoires
- Développement économique
- Aménagement de l'espace communautaire
- Organisation des transports urbains et des déplacements
- Habitat
- Politique de la ville

#### Compétences optionnelles
- Construction, aménagement, entretien et gestion d’équipements culturels, sportifs et touristiques d’intérêt communautaire
- Protection et mise en valeur de l’environnement et du cadre de vie
- Actions sociales d’intérêt communautaire

#### Compétences facultatives
- Soutien de l’enseignement supérieur
- Tourisme
- Cadre de vie et le développement durable
- Aérodrome Rixheim-Habsheim et Autoport
- Bibliobus

### Régime fiscal et budget
Le régime fiscal de la communauté d'agglomération est la fiscalité professionnelle unique (FPU).

## Transports

### Zone à faibles émissions (ZFE)

ZFE de Mulhouse Alsace Agglomération. En vert, le périmètre minimal obligatoire.

Le projet de zone à faibles émissions est en attente de présentation aux habitants. La loi « climat et résilience » adoptée définitivement en 2021 prévoit la mise en place de ZFE-m dans toutes les agglomérations de plus de 150 000 habitants au plus tard le 31 décembre 2024, soit 45 ZFE-m. L'agglomération mulhousienne dépasse ce seuil et est de ce fait incluse dans ce dispositif.

### Impact énergétique et climatique

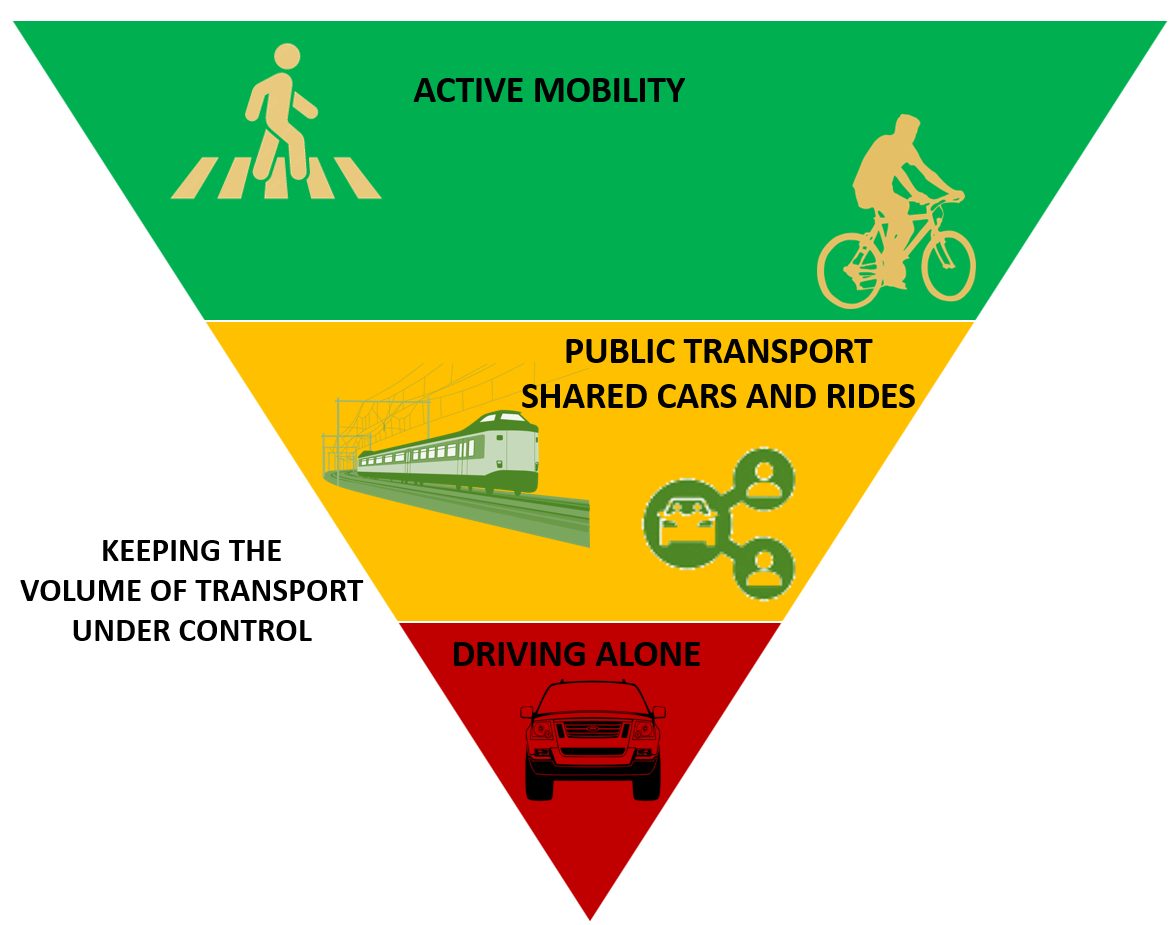
Pyramide de la mobilité, proposée par le projet européen Share North.

| -                              | Transports routiers | Autres transports |
| ------------------------------ | ------------------- | ----------------- |
| Carburant (GWh)                | 1 406               | 30                |
| Électricité (GWh)              | 1                   | 24                |
| Gaz à effet de serre (ktéqCO2) | 355                 | 7                 |

## Environnement

### Déchets
L'usine d'incinération de Sausheim produit de l'électricité, ainsi que de la chaleur, utilisée par une papeterie qui fabrique du carton recyclé.
Des combustibles solides de récupération (CSR) sont produits à Pfastatt.

### Énergie et climat
Dans le cadre du schéma régional d'aménagement, de développement durable et d'égalité des territoires (SRADDET) du Grand Est, ATMO Grand Est tient à jour les statistiques énergétiques  des établissements publics de coopération intercommunale de la collectivité européenne d'Alsace sous forme de diagramme de flux.
L'énergie finale annuelle, consommée en 2020, est exprimée en gigawatts-heures,.
| -                          | GWh   |
| -------------------------- | ----- |
| Électricité                | 1 842 |
| Carburants ou combustibles | 7 867 |
| Chaleur primaire           | 299   |

L'énergie produite en 2020 est également exprimée en gigawatts-heures.
| -                          | GWh |
| -------------------------- | --- |
| Électricité                | 853 |
| Carburants ou combustibles | 208 |
| Chaleur primaire           | 155 |

Les gaz à effet de serre sont exprimés en kilotonnes équivalent CO2.
| -                     | ktéqCO2 |
| --------------------- | ------- |
| Liées à l'énergie     | 2 096   |
| Non liées à l'énergie | 261     |